# Mustafa Suleyman
Mustafa Suleyman   (1 d'agost de 1984) CBE, és un empresari britànic d'intel·ligència artificial (IA). És el CEO de Microsoft AI i el cofundador i antic cap d'IA aplicada de DeepMind, una empresa d'IA adquirida per Google. Després de deixar DeepMind, va cofundar Inflection AI, una empresa d'aprenentatge automàtic i IA generativa, el 2022.

## Biografia
El pare de Suleyman és un taxista sirià i la seva mare és una infermera anglesa. Va créixer al costat de Caledonian Road al districte londinenc d'Islington, on va viure amb els seus pares i els seus dos germans menors.
Suleyman va anar a la Thornhill Primary School, una escola pública a Islington, seguida de la Queen Elizabeth's School, una escola de gramàtica per a nois a Barnet. En aquella època, va conèixer el seu cofundador de DeepMind, Demis Hassabis, a través del seu millor amic, el germà petit de Demis. Suleyman va compartir que ell i Hassabis discutirien com podrien tenir un impacte positiu al món. Suleyman va assistir inicialment al Mansfield College d'Oxford, abans d'abandonar els estudis als 19 anys

## Carrera
Després d'abandonar la universitat als 19 anys, Suleyman va ajudar a iniciar la línia d'ajuda per a la joventut musulmana l'any 2001 amb el seu amic universitari Mohammed Mamdani, un servei d'assessorament telefònic. L'organització es convertiria més tard en un dels serveis de suport de salut mental més grans per als musulmans del Regne Unit.
Suleyman va cofundar DeepMind Technologies, una empresa d'intel·ligència artificial (IA) i aprenentatge automàtic, i es va convertir en el seu director de producte. L'empresa es va consolidar ràpidament com un dels líders en el sector de la IA i va comptar amb el suport de Founders Fund, Elon Musk i Scott Banister, entre d'altres.
El 2014, Google va adquirir DeepMind per 400 milions de lliures, la major adquisició de la companyia a Europa en aquell moment. Després de l'adquisició, Suleyman es va convertir en cap d'IA aplicada a DeepMind, assumint la responsabilitat d'integrar la tecnologia de l'empresa en una àmplia gamma de productes de Google.
El febrer de 2016 Suleyman va llançar DeepMind Health a la Royal Society of Medicine. DeepMind Health crea tecnologia dirigida per metges per al NHS i altres socis per millorar els serveis sanitaris de primera línia. Sota Suleyman, DeepMind també va desenvolupar col·laboracions de recerca amb organitzacions sanitàries del Regne Unit, com ara Moorfields Eye Hospital NHS Foundation Trust.
Des del juny de 2019, Suleyman forma part del consell d'administració de The Economist Group, que publica el diari The Economist. El desembre de 2019, Suleyman va anunciar que deixaria DeepMind per unir-se a Google, treballant en una funció política.
El 2023, Inflection AI va llançar un bot de xat anomenat "Pi" per a la intel·ligència personal. El bot "recorda" converses passades i sembla que va coneixent els seus usuaris amb el pas del temps. Segons Suleyman, l'objectiu a llarg termini de Pi és ser un "cap de personal" digital, amb el disseny inicial centrat a mantenir un diàleg conversacional amb els usuaris, fer preguntes i oferir suport emocional.
El març de 2024, Microsoft va nomenar Suleyman com a vicepresident i conseller delegat de la seva recentment creada unitat d'IA de consum, Microsoft AI. Diversos membres de l'equip d'Inflection AI també van ser designats per a la divisió, inclosa la cofundadora Karen Simonyan.